# Ordnungsethik
Die Ordnungsethik ist ein wirtschaftsethischer Ansatz und wurde von Karl Homann und Christoph Lütge entwickelt. Nach Auffassung der Ordnungsethik ist die zentrale normative Frage der Gegenwart, wie moralischen Normen unter Bedingungen von Pluralismus und fortschreitender Globalisierung Geltung verschafft werden kann. Die Ordnungsethik setzt hier vor allem auf anreizkompatible Regelsetzung.
Die Ordnungsethik basiert auf der Vertragstheorie in der Politischen Philosophie und steht damit in der Tradition von Thomas Hobbes (1588–1679), John Rawls (1921–2002) und James M. Buchanan (1919–2013). Wesentliche Einflüsse kommen auch aus der schottischen Tradition mit Adam Smith (1723–1790) und David Hume (1711–1776).

## Ordnungsethik als Antwort auf das Grundproblem der Moderne
Die Aufklärung und die aufblühende Marktwirtschaft haben in den westlichen Gesellschaften im 18. und 19. Jahrhundert einen nie dagewesenen Wohlstand produziert und eine Vielzahl von bürgerlichen Freiheiten realisiert. Gleichzeitig hat diese Entwicklung aus der Perspektive der Ordnungsethik aber auch zu zwei gesellschaftlich neuen Problemen geführt:
1. Das Problem des Pluralismus.
Mit der Aufklärung und dem globalen Handel wurde die Bindungskraft von althergebrachten Werten und sozialen Normen geschwächt. Dies hat wiederum vor allem zwei Gründe: a) Die Säkularisierung durch die Aufklärung, Erschließung neuer Kulturen durch den Handel. b) Das starke Bevölkerungswachstum und Anschwellen der Städte. Während in ländlichen Gebieten Normen durch face-to-face Kontrolle stabilisiert werden konnten, führte das Wegfallen dieser Kontrolle in der anonymen Großstadt zur Erosion von tradierten Normen.
2. Das Problem der Ausbeutbarkeit von moralischen Vorleistungen.
In der Marktwirtschaft besteht nach der Analyse der Ordnungsethik das Problem, dass einseitige moralische Vorleistungen systematisch ausbeutbar sind. Homann und Lütge erklären dies folgendermaßen: „Wenn ein Akteur, ein Individuum oder ein Unternehmen, aus moralischen Gründen kostenträchtige Vor- und Mehrleistungen erbringt, gerät es im Wettbewerb gegenüber den weniger moralischen Konkurrenten in Nachteil und muss unter Umständen sogar aus dem Markt ausscheiden.“
Beide Entwicklungen sind nicht umkehrbar. Auch wäre ein Umkehren auf Grund der zu erwartenden Wohlstands- und Freiheitsverluste aus Sicht der Ordnungsethik nicht wünschenswert.

### Ordnungsethik als Ethik der Vorteile und Anreize
Die Ordnungsethik – als Entwurf normativer Ethik – ist systematisch auf das Problem der sozialen Ordnung in der Moderne ausgelegt. Dadurch grenzt sie sich von klassischen Ethikkonzeptionen ab, die ihre Forderungen primär an das Individuum richten. Idealtypisch lassen sich individualistische Ethikkonzeptionen dabei folgendermaßen formalisieren:
These IE: An moralisch fragwürdigen Zuständen sind unmoralische Motive oder Präferenzen der Akteure schuld.
Forderung IE: Diese Zustände sollen dadurch behoben werden, dass man moralische Forderungen an die Akteure stellt und sie zu einem Bewusstseinswandel, zu einer Änderung ihrer Motive, auffordert. Die moralische Steuerung einer Gesellschaft erfolgt somit durch Appelle, evtl. auch durch Erziehung.
Aus Sicht der Ordnungsethik scheitert die klassische Ethik an den oben genannten zwei neuen Problemen der Moderne:
1. In einer pluralistischen Gesellschaft – also einer Gesellschaft mit unterschiedlichen Wertvorstellung und unterschiedlichen normativen Tradeoffs[5] – werden die moralischen Aufforderungen schlichtweg von vielen nicht geteilt.
2. Selbst wenn die moralischen Forderungen geteilt werden, kann die Interaktionsstruktur der Menschen eine Problemlösung versperren. So kann etwa eine Firma X, selbst wenn sie wollte, unter Bedingungen von scharfem Preiswettbewerb ihre Umweltstandards nicht erhöhen, da sie sonst von einem Mitbewerber auskonkurriert würde. Dies gilt selbst dann noch, wenn allen Firmen an so einer Regelung gelegen wäre. Die Firmen befinden sich somit in einem Gefangenendilemma.

Die traditionelle Ethik, die vor allem über Appelle funktioniert und auf Bewusstseinsänderung setzt, scheitert aus Sicht der Ordnungsethik also an der Problemstruktur moderner Gesellschaft. Um die zwei normativen Probleme der Moderne zu lösen, muss nach Auffassung der Ordnungsethik vor allem eine Fokus-Verschiebung von der Individualebene auf die Regelebene geben. Parallel zur Individualethik lassen sich These und Forderung der Ordnungsethik folgendermaßen idealtypisch formalisieren:
These OE: An moralisch fragwürdigen Zuständen sind nicht unmoralische Präferenzen oder Ziele, sondern bestimmte Interaktionsstrukturen schuld.
Forderung OE: Daher müssen moralische Forderungen – jedenfalls dann, wenn ihre praktische Umsetzung angestrebt wird – darauf gerichtet sein, die für alle Akteure geltenden Bedingungen, d. h. Regeln zu ändern. […] Die moralische Steuerung einer Gesellschaft geschieht somit durch Veränderung der Anreizstrukturen.
Das zentrale normative Kriterium der Ordnungsethik ist dabei die Besserstellung aller bzw. das Pareto-Kriterium. Die Ordnungsethik sucht für gesellschaftliche Probleme somit Lösungsstrategien auf Regeländerungsebene, die konsensfähig sind. Das Konsenskriterium trägt dabei systematisch dem tiefen Pluralismus der modernen Gesellschaften – und somit dem ersten Problem – Rechnung.

### Individualethik innerhalb der Ordnungsethik
Die Ordnungsethik setzt zur Lösung von normativen Problemen auf Regel- und damit oft auch auf Gesetzesänderungen. Dies sollte aber nicht den Blick dafür versperren, dass es bei der Ordnungsethik „grundlegend nicht um Regeln oder Institutionen geht, sondern um Vorteile und Anreize“. Regeln sind vielmehr nur der systematische Ort, um Anreize zu setzen. Regeln können aber nicht nur von staatlicher Seite gesetzt werden, sondern können sich auch informell entwickeln oder informell eingeführt werden. So können sich etwa Vertrauensnormen, Reputationsstandards und Sozialkapital in Gruppen durch unsichtbare Handprozesse bilden. Auch Normen wie die des „Ehrbaren Kaufmanns“ können so rekonstruiert werden. Zur Stabilisierung dieser Normen jedoch braucht es Moral, einerseits um die Unsicherheit, die informelle Regeln mit sich bringen aufzufangen und andererseits dazu, um Regelverletzungen informell zum Beispiel durch Mahnungen oder Tadel zu ahnden. Auf die Individualethik ist also immer dann wieder abzustellen, wenn face-to-face Kontrolle wieder möglich ist, wie etwa innerhalb von Firmen und Vereinen. Wesentlich in diesem Zusammenhang ist jedoch, dass die Individualethik auch in den beschriebenen Zusammenhängen grundsätzlich anreizkompatibel ist. In Vertrauensnetzwerken und Gemeinschaften mit hohem Sozialkapital profitieren die einzelnen Individuen vom Bestehen dieser Regeln. Zur Modellierung von informellen Regeln zieht die Ordnungsethik sowohl die Theorie der unvollständigen Verträge als auch das Schema von iterierten Gefangenendilemmata heran.

## Methodologie der Ordnungsethik
Da die Ordnungsethik im Gegensatz zu klassischen individualistischen Ethiken den Fokus auf die Frage von Implementierbarkeit und Stabilität legt, greift sie notwendig auch stärker auf sozialwissenschaftliche und hierbei vor allem auf ökonomische Methoden zurück. Zentraler Baustein ordnungsethischer Theorie ist das Homo Oeconomicus Modell. Wobei stets darauf aufmerksam gemacht wird, dass es sich bei dem Homo Oeconomicus Modell um eine „nützliche Fiktion“ und nicht etwa um ein Menschenbild handelt. Der Homo Oeconomicus wird von der Ordnungsethik als ein Theoriekonstrukt verstanden, das die Interaktionsresultate bzw. -muster erklären kann, „die in Dilemmastrukturen systematisch zu erwarten sind.“ Ein weiterer wesentlicher Baustein der Ordnungsethik besteht im Gefangenendilemma der Spieltheorie. Das Gefangenendilemma steht dabei im Zentrum der Ordnungsethik, weil es das zweite Problem, das Problem der Ausbeutbarkeit von moralischen Vorleistungen in der Marktwirtschaft modellhaft abbilden kann. Karl Homann und Andreas Suchanek erklären den Status des Gefangendilemmas wie folgt: „[Bei Dilemmastrukturen] handelt es sich um ein allgemeines „Schema“, das die Such- bzw. Forschungsaktivitäten in eine bestimmte Richtung lenken soll. Die Dilemmastrukturen werden als Heuristik benutzt.“

## Kritik an der Ordnungsethik
Kritik an der Ordnungsethik kommt sowohl von Seiten des Klassischen Liberalismus als auch von wirtschaftsethischen Konzeptionen, die in der Tradition der Diskurstheorie stehen.
- Von Seiten des Klassischen Liberalismus wird der Vorwurf des Legalismus gegen die Ordnungsethik vorgebracht.
- Die durch die Diskurstheorie inspirierte Integrative Wirtschaftsethik von Peter Ulrich kritisiert dagegen, dass das Phänomen der Moral auf Vorteilserwartungen und Pareto-Effizienz verkürzt werde.